# 小堀政展
小堀 政展（こぼり まさのぶ、1722年（享保7年） - 1764年6月（宝暦14年5月））は、江戸時代中期の旗本。禄高は3000石。茶道小堀遠州流第8世で、号は「宗信」。
小堀政峯の五男。小室藩主小堀政方の兄にあたる。実兄である小堀政報の末期養子となり、享保18年12月27日（1734年1月31日）に跡を継ぐ。延享5年1月11日（1748年2月9日）に使番、宝暦3年6月12日（1753年7月12日）に新番頭、宝暦10年4月26日（1760年6月9日）に小姓組番頭となり、同年7月18日（グレゴリオ暦8月28日）に従五位下山城守に叙任した。宝暦14年5月（1764年6月）に43歳で死去。